# Semiothisa ocellinata
Semiothisa ocellinata är en fjärilsart som beskrevs av Achille Guenée 1858. Semiothisa ocellinata ingår i släktet Semiothisa och familjen mätare. Inga underarter finns listade i Catalogue of Life.